# Genua–Nizza
Genua–Nizza war ein italienisch-französischer Straßenradsportwettbewerb für Berufsfahrer, der als Eintagesrennen zwischen der italienischen Stadt Genua und dem französischen Nizza entlang der Côte d’Azur veranstaltet wurde.

## Geschichte
1910 wurde das Rennen begründet und bis 1975 organisiert. 1961 und 1962 war es Teil der Super-Prestige-Pernod-Rennserie (Jahresklassement für Berufsfahrer). In den Jahren 1958, 1960, 1962, 1964, 1967 und 1973 fand es in umgekehrter Richtung statt, von Nizza nach Genua.
1972 wurde das Rennen für Amateure organisiert und von Alfiero Di Lorenzo vor Ryszard Szurkowski gewonnen.

## Sieger
- 1910  Omer Beaugendre
- 1911–1913 nicht ausgetragen
- 1914  Guido Vercellino
- 1915–1920 nicht ausgetragen
- 1921  Costante Girardengo
- 1922–1934 nicht ausgetragen
- 1935  Raoul Lesueur
- 1936  Pietro Rimoldi
- 1937  Raoul Lesueur
- 1938  Amédée Rolland
- 1939–1952 nicht ausgetragen
- 1953  Charles Gregorini
- 1954  Jesus Martinez
- 1955  René Privat
- 1956  Jean Bobet
- 1957  Louison Bobet
- 1958  Nino Defilippis
- 1959  Joseph Groussard
- 1960  Jean Stablinski
- 1961  Fernand Picot
- 1962  Nino Defilippis
- 1963  Rudi Altig
- 1964  André Darrigade
- 1965  Carmine Preziosi
- 1966  Lucien Aimar
- 1967  Jan Janssen
- 1968  Cyrille Guimard
- 1969  Cyrille Guimard
- 1970  Luciano Armani
- 1971  Gerard Vianen
- 1972 nicht ausgetragen
- 1973  Marino Basso
- 1974 nicht ausgetragen
- 1975  Raymond Delisle